# Crater Lake
Crater Lake ligger i delstaten Oregon, USA og er en sø i en caldera - en kraterlignende formation, der fremkommer, når en vulkan synker sammen efter et stort udbrud.
Søen ligger i den sydlige del af delstaten Oregon og er en del af Crater Lake National Park. Søen er kendt for sit mørkeblå og meget rene vand. Søen er på sit dybeste sted 594 m. dyb. Dermed er det den dybeste sø i USA og niende dybeste sø i verden.
Ved søens ene kant ligger en ø, som hedder Wizard Island.
Calderaen opstod for omkring 7.500 år siden, da vulkanen Mount Mazama kollapsede i et VEI 7-udbrud. Der ingen floder som flyder ind eller ud af søen. Fordampning fra søen bliver kompenseret af regn og sne, som betyder, at vandet bliver udskiftet efter ca. 250 år.
Oprindeligt var der ingen fisk i søen, men fra 1888 til 1941 blev der udsat en række forskellige fiskearter.

## Beliggenhed
Crater Lake ligger i amtet Klamath County, ca 130 km. nordøst for byen Medford.

## Størrelse og dybde
Søen størrelse er 8 x 10 km. Middeldybden er 350 m. Det dybeste sted er 594 m., hvilket kan variere alt efter vejret. Det er den dybeste sø i USA og den næstdybeste sø i Nordamerika. Det er den niende dybeste sø i verden.
Den dybeste sø i Nordamerika er Great Slave Lake i Canada.

## Indianernes myte
Den indfødte Klamath-stamme beretter om et voldsomt opgør mellem underverdenens gud og himlens gud.